# Zygmunt Sułowski
Zygmunt Sułowski (ur. 2 maja 1920 w Lublinie, zm. 12 lutego 1995 tamże) – polski historyk, w latach 1974-1981 dziekan Wydziału Nauk Humanistycznych Katolickiego Uniwersytetu Lubelskiego Jana Pawła II.

## Życiorys
W 1938 ukończył I Państwowe Gimnazjum i Liceum im. Stefana Batorego w Warszawie. Walczył jako podchorąży w kampanii wrześniowej 1939 roku. Uczestniczył w obronie Warszawy. W okresie okupacji uczęszczał w Warszawie do Państwowej Szkoły Budowy Maszyn II stopnia (im. Wawelberga i Rotwanda), następnie zaś na I kurs Wydziału Budowy Maszyn w Państwowej Wyższej Szkole Technicznej. W lipcu 1944 roku wyjechał na Kielecczyznę, gdzie przez kilka miesięcy walczył w 2 Dywizji Piechoty Legionów Armii Krajowej – pełnił obowiązki kwatermistrza w stopniu podporucznika.
W latach 1945–1950 studiował historię i socjologię w Uniwersytecie Jagiellońskim, biorąc równocześnie żywy udział w działalności społecznych i naukowych organizacji studenckich: pełnił między innymi funkcje prezesa Koła Historyków Studentów UJ i przewodniczącego „Caritas Academica” w Krakowie. Wybrał specjalizację mediewistyczną pod kierunkiem prof. Józefa Widajewicza. W 1952 r. uzyskał stopień doktora filozofii na Uniwersytecie Jagiellońskim. Od 1951 r. zatrudniony na Katolickim Uniwersytecie Lubelskim jako asystent, następnie adiunkt. Mianowany docentem w 1953 r., profesorem nadzwyczajnym w 1969 r., a profesorem zwyczajnym w 1986 r. W latach 1957–1959 i 1966-68 był prodziekanem, a w latach 1974-1981 dziekanem Wydziału Nauk Humanistycznych KUL. Kierownik Katedry Nauk Pomocniczych i Metodologii Historii, promotor 135 magisteriów i 4 doktoratów.
Członek krajowych i międzynarodowych towarzystw naukowych (m.in.: Towarzystwa Naukowego KUL; Lubelskiego Towarzystwa Naukowego; Komitetu Nauk Demograficznych PAN; Polskiego Towarzystwa Historycznego; Polskiego Towarzystwa Heraldycznego; Polskiego Towarzystwa Demograficznego; Union Internationale pour l`Etude Scientifique de la Population).
W 1982 był członkiem Prezydium Tymczasowej Rady Krajowej PRON.
Autor ponad 200 publikacji naukowych, których tematyka koncentrowała się wokół historii średniowiecznej Polski, nauk pomocniczych historii, demografii historycznej.
W 1993 odznaczony Krzyżem Oficerskim Orderu Odrodzenia Polski. Na emeryturę przeszedł w 1990 r. Zmarł w lutym 1995 r.

## Życie prywatne
Miał żonę Marię z d. Chyżewską.